# Туанаке
Туанаке або Мата-руа-пуна — невеликий безлюдний атол на архіпелазі Туамоту у Французькій Полінезії. Є частиною підгрупи островів Раєвського з Тепото-Суд і Хіті . Адміністративно приєднаний до муніципалітету Макемо.

## Географія
Туанаке лежить за 7,5 км на захід від Хіті, найближчого острова, і за 545 км на схід від Таїті. Це невеликий напівкруглий атол завдовжки 9,5 км і завширшки 6,5 км, максимальна ширина для відкритої площі 6 км2. До його лагуни площею 26 км2 можна дістатися через дуже неглибокий перевал, що лежить на півдні.

## Історія
Першим європейцем, який побачив Туанаке, був російський дослідник Фабіан Готліб фон Беллінсгаузен 15 липня 1820 року, який назвав його «острів Раєвського». Під час своєї експедиції американський мореплавець Чарльз Вілкс підійшов до нього 20 грудня 1840 року, повідомив назву «Тунакі» й назвав його островом Рейд.
У дев'ятнадцятому столітті Туанаке став територією Франції, яку тоді заселили кілька корінних жителів, які підкорялися вождю Катіу, як і атоли Тепото-Суд і Хіті.

## Адміністрація
Туанаке належить до комуни Макемо, яка складається з атолів Макемо, Хараїкі, Марутеа-Норд, Катіу, Туанаке, Хіті, Тепото-Суд, Рароя, Такуме, Таенга та Ніхіру. Атол Туанаке постійно незаселений.

## Економіка
Традиційна риболовля практикується з використанням двох місць на півдні атолу. Останніми роками жителі Катіу використовували Туанаке для вилову морських огірків для експорту в Азію. 

## Флора і фауна
Повідомлялося про наявність особин видів очеретянки туамотуанської (Acrocephalus atyphus) і Gallicolumba erythroptera , видів, що перебувають під загрозою зникнення, у Тихому океані зареєстровано лише близько ста особин, а також ендемічної популяції куліги туамотуанської Туамоту.